# ترانه‌شناسی بنیامین
ترانه‌شناسی بنیامین، خواننده، ترانه‌سرا و آهنگساز موسیقی پاپ ایرانی، شامل پنج آلبوم استودیویی و بیش از ۳۵ تک‌آهنگ است.

## آلبوم‌ها

### آلبوم ۸۵
اولین اثر رسمی بنیامین، "آلبوم ۸۵" نام داشت. این آلبوم به صورت اتفاقی لو رفت. شاعر ترانه‌های این آلبوم فرید احمدی و تنظیم اثر برعهدهٔ نیما وارسته بود و تمامی قطعات این آلبوم در استودیو شخصی نیما (استودیو اولین خانه هنر) تولید، ضبط، میکس و مستر شد.
| نام ترانه      | ترانه‌سرا   | آهنگساز | تنظیم       |
| -------------- | ---------- | ------- | ----------- |
| لکنت           | فرید احمدی | بنیامین | نیما وارسته |
| عاشق شدم       | فرید احمدی | بنیامین | نیما وارسته |
| خاطره‌ها        | فرید احمدی | بنیامین | نیما وارسته |
| اینم بمونه     | فرید احمدی | بنیامین | نیما وارسته |
| یادم میاد      | فرید احمدی | بنیامین | نیما وارسته |
| بی‌اعتنا        | فرید احمدی | بنیامین | نیما وارسته |
| من امشب می‌میرم | فرید احمدی | بنیامین | نیما وارسته |
| ترانه واژه     | فرید احمدی | بنیامین | نیما وارسته |
| آدم‌آهنی        | فرید احمدی | بنیامین | نیما وارسته |

### آلبوم ۸۸
دومین اثر بنیامین بهادری، که پس از کش‌وقوس‌های فراوان و بعد از بیش از ۱۰ بار به تعویق افتادن بالاخره در ۸ اردیبهشت ۱۳۸۸ منتشر شد. برطبق روال آلبوم قبلی، نام این آلبوم هم ۸۸ گذاشته شد و در همان روزهای اول توجه همگان را به خود جلب کرد، به طوریکه توانست دومین آلبوم پر فروش پاپ سال ۸۸ شود. در مصاحبهٔ منتشرشده از بنیامین در اردیبهشت ۱۳۸۹، علی‌رغم اینکه وی آلبوم ۸۸ را یک آلبوم کاملاً حرفه‌ای قلمداد می‌کند، اما آلبوم ۸۵ را به‌مراتب موفق‌تر و بهتر ارزیابی کرده است. این آلبوم ۱۷ قطعه دارد و انتشار آن به‌طور همزمان در ایران و آمریکا انجام شد. انتشار آن را دو شرکت هنری به نام‌های «آوای نکیسا» (توزیع‌کننده در ایران) و «ترانهٔ شرقی» (توزیع‌کننده در آمریکا) بر عهده داشتند. شاعر ترانه‌های این آلبوم سید فرید احمدی و تنظیم بر عهدهٔ پیام شمس بود. عکاس این آلبوم نیز نسیم حشمتی همسر بنیامین بود. آهنگسازی این آلبوم نیز توسط خود بنیامین صورت گرفته است.
| نام ترانه     | ترانه‌سرا   | آهنگساز | تنظیم    |
| ------------- | ---------- | ------- | -------- |
| شناسنامه      | فرید احمدی | بنیامین | پیام شمس |
| کجای دنیایی   | فرید احمدی | بنیامین | پیام شمس |
| من و تنها     | فرید احمدی | بنیامین | پیام شمس |
| عاشقی با تو   | فرید احمدی | بنیامین | پیام شمس |
| آهای تو       | فرید احمدی | بنیامین | پیام شمس |
| عشق آدم‌کش     | فرید احمدی | بنیامین | پیام شمس |
| بیا عاشقم کن  | فرید احمدی | بنیامین | پیام شمس |
| ای وای دلم    | فرید احمدی | بنیامین | پیام شمس |
| صدای قلب تو   | فرید احمدی | بنیامین | پیام شمس |
| خواب          | فرید احمدی | بنیامین | پیام شمس |
| من لعنتی      | فرید احمدی | بنیامین | پیام شمس |
| رفیقا میگن    | فرید احمدی | بنیامین | پیام شمس |
| پرسه          | فرید احمدی | بنیامین | پیام شمس |
| لیلی در پاییز | فرید احمدی | بنیامین | پیام شمس |
| هفته به هفته  | فرید احمدی | بنیامین | پیام شمس |
| شومینه        | فرید احمدی | بنیامین | پیام شمس |
| تموم شد       | فرید احمدی | بنیامین | پیام شمس |

### آلبوم ماه مهربون
در سال ۱۳۸۴ آلبومی با اشعاری مذهبی و در وصف حسین بن علی و اهل بیتش که توسط فرید احمدی سروده شده بود با صدای بنیامین روی سایت‌ها قرار گرفت.

### آلبوم ۹۳
در تاریخ چهاردهم اسفند ۱۳۹۲ سومین اثر بنیامین که شامل ۱۲ ترانه است، منتشر شد. وی برای اولین بار عکس دخترش «بارانا» را که قرار بود به‌صورت سورپرایز برای طرفدارانش رونمایی کند، بر روی جلد آلبوم خود قرار داد. یک عکس یادگاری نیز درون آلبوم قرار دارد. اشعار این آلبوم را فرید احمدی سروده و تنظیم تمام قطعات را نیز نیما وارسته انجام داده است. همچنین این آلبوم در استودیو اولین خانه هنر (نیما وارسته) ضبط، میکس و مسترینگ شده است. آلبوم توسط مؤسسهٔ «هنر اول» و «آوای هنر» در سراسر ایران منتشر شده است. بنیامین در توضیحات اثر نوشته: «تقدیم به نسیم جان، با عشق و امید» همچنین در بخشی از آلبومش این شعر را نوشته: «هزار و یک شب یلدا چو شهرزاد نخوابم، هزار قصه بخوانم که قصه گوی تو باشم …» و در قسمتی دیگر از این آلبوم نیز جمله: «تمام این ترانه‌ها دلتنگ تواند، مثل خود من که بیشتر از همیشه دلم برایت تنگ شده است»، درج کرده است.
| نام ترانه        | ترانه‌سرا   | آهنگساز | تنظیم       |
| ---------------- | ---------- | ------- | ----------- |
| قهوه             | فرید احمدی | بنیامین | نیما وارسته |
| جادوگر گیسو      | فرید احمدی | بنیامین | نیما وارسته |
| مدار             | فرید احمدی | بنیامین | نیما وارسته |
| دوباره چشمات     | فرید احمدی | بنیامین | نیما وارسته |
| هفته عشق         | فرید احمدی | بنیامین | نیما وارسته |
| دست نگه دار      | فرید احمدی | بنیامین | نیما وارسته |
| عشق داغ من       | فرید احمدی | بنیامین | نیما وارسته |
| یه خونه          | فرید احمدی | بنیامین | نیما وارسته |
| فقط شبیه خودتی   | فرید احمدی | بنیامین | نیما وارسته |
| گل یاس ۲         | فرید احمدی | بنیامین | نیما وارسته |
| آشوب             | فرید احمدی | بنیامین | نیما وارسته |
| عشق در روز قیامت | فرید احمدی | بنیامین | نیما وارسته |

### آلبوم ۹۴
این آلبوم در ۲۴ تیر ۱۳۹۴ منتشر شد. آلبوم دارای نه قطعه است که آهنگ پنجم این قطعه به نام «بارانا» دختر بازمانده بنیامین از همسرش نسیم حشمتی است. حتی در این آلبوم متن قطعه { عاشق مثل ماه } از روی قطعه { چند متر مکعّب عشق }{ تیتراژ فیلم سینمایی چند متر مکعب عشق } برداشته شده است.
آهنگ‌های این آلبوم را بنیامین ساخته، فرید احمدی ترانه‌های آن را سروده و محمد موجرلو آن‌ها را تنظیم، میکس و مسترینگ کرده است.قطعات این آلبوم نیز در استودیو نیما وارسته (استودیو اولین خانه هنر) تولید و ضبط شده‌اند.
| نام ترانه       | ترانه‌سرا   | آهنگساز | تنظیم       |
| --------------- | ---------- | ------- | ----------- |
| اشکال           | فرید احمدی | بنیامین | محمد موجرلو |
| تظاهر           | فرید احمدی | بنیامین | محمد موجرلو |
| حواسم به توئه   | فرید احمدی | بنیامین | محمد موجرلو |
| دوره‌های عاشقی   | فرید احمدی | بنیامین | محمد موجرلو |
| بارانا          | فرید احمدی | بنیامین | محمد موجرلو |
| مه آلود         | فرید احمدی | بنیامین | محمد موجرلو |
| آهنگ شماره ۴    | فرید احمدی | بنیامین | محمد موجرلو |
| عاشق مثل ماه    | فرید احمدی | بنیامین | محمد موجرلو |
| به من اعتماد کن | فرید احمدی | بنیامین | محمد موجرلو |

### آلبوم تی‌ال (TL)
بنیامین پس از ۹ سال و در ۲۵ فروردین ۱۴۰۳، ششمین آلبوم خود را منتشر کرد. آلبوم دارای پنج قطعه است و در ۲ ترانه، او با پارسا سانتو همراهی کرده است.
| نام ترانه                    | ترانه‌سرا   | آهنگساز | تنظیم  |
| ---------------------------- | ---------- | ------- | ------ |
| جهنم                         | فرید احمدی | بنیامین | نامشخص |
| رفتن (همراه با پارسا سانتو)  | فرید احمدی | بنیامین | نامشخص |
| گیسو                         | فرید احمدی | بنیامین | نامشخص |
| بارون (همراه با پارسا سانتو) | فرید احمدی | بنیامین | نامشخص |
| فرکانس                       | فرید احمدی | بنیامین | نامشخص |

## تک‌آهنگ‌ها
- چارچوب (با حسین تهی) ۰۳
- شوک ۰۳
- رقص توی رقص توی رقص ۰۳
- تا بی‌نهایت ۰۳
- Hast Du Lust ۰۳
- مالک ۰۳
- شهید ۱۴۰۳
- تست تی‌ال ۹ آذر ۱۴۰۰
- رفیق ۹۹[۵]
- لالایی هامون ۹۸
- تو خوشگلی ۹۸
- راحت ۹۸
- کبیر ۹۶
- تو که عید منی ۹۵
- نماز صبح ۹۵
- پریزاد ۹۵
- دوری ۹۵
- یه بار دیگه اشتباه کن ۹۵
- تله پاتی ۹۵
- یه روز از یاد تو ۹۵
- پیرهن ۹۵
- مادرانه ۹۴
- چند متر مکعب عشق ۹۳
- محدودیت ۹۳
- اصلاً صداش کردی ۹۳
- عشق احساسه ۹۳
- قلب محرم (به همراه سهراب پاکزاد) ۹۱
- موج محرم (به همراه سهراب پاکزاد) ۹۱
- گریه در ماه ۹۱
- تا حالا عاشق شدی ۹۱
- رادیو ۹۱
- تولد ۹۰
- خط سوم ۸۹
- نگران ۸۹
- بوی عید ۸۸